# Hallstein Bøgseth
Hallstein Bøgseth (Levanger, 8 de julio de 1954) es un deportista noruego que compitió en esquí en la modalidad de combinada nórdica.
Ganó cuatro medallas en el Campeonato Mundial de Esquí Nórdico entre los años 1982 y 1987. Participó en tres Juegos Olímpicos de Invierno, entre los años 1980 y 1988, ocupando el cuarto lugar en Calgary 1988, en la prueba por equipo.

## Palmarés internacional
| Campeonato Mundial | Campeonato Mundial    | Campeonato Mundial | Campeonato Mundial        |
| Año                | Lugar                 | Medalla            | Prueba                    |
| ------------------ | --------------------- | ------------------ | ------------------------- |
| 1982               | Oslo (Noruega)        | Medalla de plata   | TN + 3 × 10 km por equipo |
| 1984               | Rovaniemi (Finlandia) | Medalla de oro     | TN + 3 × 10 km por equipo |
| 1985               | Seefeld (Austria)     | Medalla de plata   | TN + 3 × 10 km por equipo |
| 1987               | Oberstdorf (RFA)      | Medalla de plata   | TN + 3 × 10 km por equipo |